# Авария на соликамском руднике
Авария на соликамском руднике — в ноябре 2014 года на втором соликамском руднике значительно возросли объёмы поступления рассолов. За несколько дней после сообщения об аварии стоимость акций владельца рудника Уралкалия снизилась на 30 %. Возникла угроза затопления первых двух соликамских рудников. В том числе единственного рудоуправления Уралкалия, на котором добывается карналлит, поставляемый для корпорации ВСМПО-АВИСМА.
Образовавшийся Соликамский провал стал пятым по счёту на Верхнекамском месторождении калийных солей.

## История строительства рудника
В 1965 году был подготовлен проект разработки южной части Соликамского участка. Первоначально планировалась работа Южной шахты в составе первого рудника. В связи с чем шахтные стволы имеют сквозную нумерацию.
В 1970 году началась проходка клетевого ствола № 3, затем скипового и вентиляционного ствола № 4. Калийные комбайны были переведены на Южный участок по специальной сбойке.
После запуска в 1973 году флотационной фабрики по обогащению сильвинитовой руды Южный участок стал самостоятельным предприятием — СКРУ-2.
Шахтное поле рудника делилась на два крыла, каждое из которых имело свой откаточный горизонт: восточное (-143 м) и западное (-220 м).

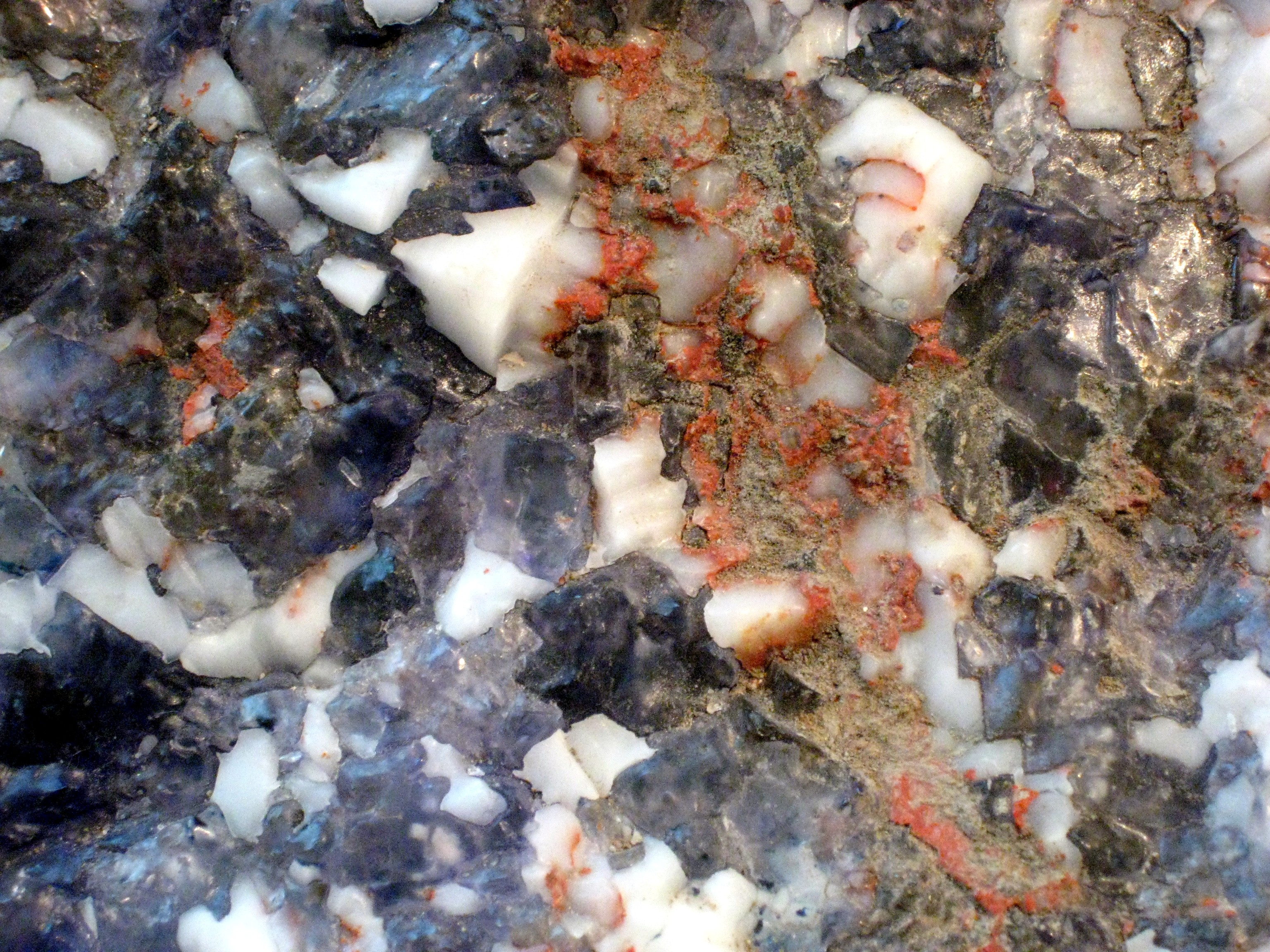
Сильвинит добытый на СКРУ-2

Для увеличения добычи в 1988 году началась проходка грузо-людского ствола № 5. Его строительство было завершено только в 2009 году.
В 1989 году введен в эксплуатацию первый пусковой комплекс гидрозакладки мощностью 1 млн т солеотходов на западном крыле шахтного поля. В 1993 году — второй пусковой комплекс мощностью 1,5 млн т на восточном крыле шахтного поля. При этом производственная мощность рудника составляет 7,6 млн т сильвинитовой руды в год. Содержание КСl в руде — 25,9 %.
Площадь шахтного поля по границам горного отвода составляет 5038 га, протяженность в меридиональном направлении — 8,6 км, в широтном — 7,0 км.

### Отделение грануляции
В 1987 году на Сильвинитовой обогатительной фабрике (СОФ) СКРУ-2 было введено в эксплуатацию отделение грануляции. Продажи неуклонно росли, и к 1998—1999 годам отделение грануляции вышло на максимально возможную годовую производительность 420—440 тыс. тонн. В 2005 году пятая технологическая нитка по производству гранулированного калия была реконструирована, что увеличило мощности по выпуску гранулята до 900 тыс. тонн в год. В 2007—2008 годах была реконструирована шестая нитка и мощность отделения грануляции достигла 1150 тыс. тонн в год. В 2012 году приступили к реконструкции четвёртой нитки.
То что в Соликамске производство гранулированного хлористого калия оказалось сосредоточено на СКРУ-2, до аварии считалось экономически оправданным: изначально спроектированная инфраструктура позволяла вводить новые нитки грануляции и реконструировать старые при минимальных затратах.
К проектированию отделения грануляции мощностью 2,3 млн тонн на третьем соликамском руднике приступили только в сентябре 2014 года, когда в зоне аварийного обрушения начали фиксировать новые явления.

## Обрушение целиков
59°35′43″ с. ш. 56°48′38″ в. д.
5 января 1995 года на Втором соликамском руднике произошло массовое разрушение междукамерных целиков, сопровождавшееся техногенным землетрясением.
На площади 950×750 м были раздавлены поддерживающие целики, а на земной поверхности на такой же площади образовалась мульда оседания глубиной 4,4 м.
Расчёты показывали, что водозащитная толща треснула. Под землю ушло озеро и окрестные родники.. Ожидали затопления рудника. Но с 1997 года на этом участке всё было стабильно.
По мнению бывшего инженера «Сильвинита» Игоря Челышева причиной аварий на БКПРУ-1 и СКРУ-2 является отсутствие в советское время своевременной закладки солеотходами пустот отработанных камер в соответствии с требованиями проектов рудников. По проекту отработанные камеры в месте обрушения должны были быть заложены до 1993 года, что сделано не было.
После этой аварии на Верхнекамском месторождении стала широко применяться гидрозакладка, обеспечивающая более высокую степень заполнения добычных камер. В 1997 году была выполнена гидрозакладка камер, смежных с обрушенным участком. В 2005 году «Сильвинит» отчитался, что все выработки (первого рудника) под городской чертой Соликамска заложены. Ко времени протечки на СКРУ-2 было заложено 70 % пустот. Летом 2014 года велась подготовка к гидрозакладке 7 и 8 ЮЗП.
В дополнение к первой 40-метровой бетонной перемычке в сбойке между рудниками была забетонирована вторая перемычка толщиной 60-метров.

## Поступление рассолов
В сентябре 2014 года на участке обрушения целиков начали фиксировать некоторые явления, которые оказались последствием того, что вода проникла в рудник.
По данным источников Коммерсанта приток рассола начался ещё в конце октября-начале ноября, он был обнаружен в 250 метрах от места обрушения.
18 ноября 2014 года Уралкалий сообщил об увеличении притока рассолов в шахту рудника рудоуправления Соликамск-2. Рассолы поступали со II-ой северо-восточной панели (СВП) в участковую насосную «Восток», расположенную на IV-ой СВП. Произошло затопление части насосов. В 13:50 мск был введен план ликвидации аварии (ПЛА), включающий вывод штатного персонала — 122 человека на поверхность и приостановку добычи руды в аварийном руднике. Для предотвращения взрыва сероводорода, поступающего с рассолом, на руднике было отключено энергоснабжение.
Пиковый приток рассола составлял 8-10 тыс. м³/ч.
К 20 ноября приток рассола уменьшился в шесть раз — до 1 тыс. м³/ч. Сотрудники рудника были отправлены в отпуск, с сохранением 2/3 от заработной платы.
21 ноября уровень воды в специальном рассолосборнике за сутки поднялся на 15 см. До этого суточное увеличение составляло 1,5 — 1,7 м.
В результате выполняемых проб было определено, что в рудник поступает пресная вода. В связи с тем, что гидронаблюдательные скважины оказались в опасной близости к провалу, для определения источника воды началось бурение новых наблюдательных скважин.
По состоянию на 23 ноября рассол в шахту «почти не поступает». По мнению специалистов в шахту прорвались массы воды, которые годами накапливались под глинистыми слоями. По словам Александра Баряха, СКРУ-2 сейчас «работает в аварийном режиме, по спецразрешению специалисты спускаются в шахту». При этом работников сопровождают сотрудники ВГСЧ.
24 ноября генеральный директор «Уралкалия» Дмитрий Осипов заявил, что компания готова запустить в работу западную часть шахты и что обсуждается возможность приступить к закладке потенциально опасных районов. К этому времени из рудника было выкачено 5 тыс. м³ воды.
За 26 ноября из шахты было откачено 5,6 тыс. м³ воды.
Одновременно с откачкой воды продолжался частичный демонтаж оборудования.
В начале декабря поступление рассолов сократилось до 620 м³/ч. По словам Геннадия Тушнолобова «минерализация нормальная».
9 декабря глава Ростехнадзора Алексей Алешин заявил, что поступивший объём рассолов откачать невозможно. Для предотвращения затопления околоствольного пространства ведётся перекачка рассолов от места притока в восточной части шахтного поля выработки в его западную часть. С этой же целью проводятся работы по созданию рассолоотводящей выработки. Возможность использовать рассолы для гидрозакладки не озвучивалась.
В период с 11 декабря 2014 года по 21 января 2015 года средний уровень притока составил около 200 м³/ч. С 22 января 2015 года по 6 февраля 2015 года средний уровень притока существенно увеличился и составил около 820 м³/ч.
Средний расчётный приток в рудник с 18 по 28 ноября 2017 составлял 185 м³/час.
Абсолютная отметка зеркала рассолов в рассолосборнике 4 северо-восточной панели (4СВП) по состоянию на 06:00 18 июня 2017 года — минус 154,47 м; на 19 июня — минус 154,68 м, на 05:30 28 ноября — минус 155,15 м.
Рассолы перекачиваются в рассолосборник Центральной насосной станции рудника со скоростью 4600 м³/сутки.
Минерализация рассолов, отобранных в рассолосборнике 4 СВП на 18 ноября 2014 года составляла 265026 мг/дм³, на 18 ноября 2017 года — 359017 мг/дм³.

## Провал
Вечером 18 ноября, в день когда был введен план ликвидации аварии, в 3,5 км восточнее промплощадки Соликамск-2 сотрудниками рудника был обнаружен провал грунта размером 20 на 30 метров (по информации ОАО «Уралкалий» — 30 на 40 метров). Провал расположен в дачном поселке «Ключики», над старыми выработками СКРУ-2 за пределами городской застройки, на расстоянии нескольких километров от ближайших жилых домов. Под землю провалились три дома.
Обрушение произошло на глубине 140 м, в размытом грунтовыми водами соляном пласте.
Утром 19 ноября в Соликамске состоялось заседание Комиссии по предупреждению и ликвидации чрезвычайных ситуаций и обеспечению пожарной безопасности. Были определены дальнейшие мероприятия по установлению причин произошедшего. Место провала в радиусе 600 м от его центра было оцеплено частными охранными предприятиями. Был организован мониторинг состояния воздушной среды и гидромониторинг. Принято решение 20 ноября провести фото-видеосъемку с воздуха и установить сейсмодатчики.
К 21 ноября размеры воронки за счёт осыпания верхнего грунта увеличились до 35×45 м.
24 ноября размер воронки составлял 50×60 м.
К 28 ноября специалистами из Горного института были установлены сейсмодатчики, их работу осложняет отсутствие поблизости от провала источников электроэнергии. Началась установка ограждения.
2 декабря размеры воронки достигли 50×80 м, в коренных породах — 25×54 м.
К 19 января размеры достигли 54 на 83 метров.
В марте 2015 года — 90×109 м, глубина — 75 м.
Место провала в Соликамске и двух первых провалов в Березниках было спрогнозировано заранее. Особенностями провала в Соликамске в отличие от провалов в Березниках является то, что было время выполнить гидрозакладку в месте предполагаемого прорыва. Также в соликамском провале обрушение произошло в течение нескольких дней после того, приток рассола превысил 1 тыс. м³/ч, в Березниках обрушение произошло: на первом провале — через 4 месяца, на втором — через 9 месяцев.
19 июня 2017 года размеры воронки на уровне земной поверхности оценивались 152,2×179,8 м, глубина воронки до зеркала воды 42 м.
В конце ноября размеры составляли 152,3×181,5 м, глубина до зеркала воды — 36,7 м.

### Третий провал
2 мая 2018 года зафиксировано образование новой воронки в пределах огороженной опасной зоны в 56 метрах к северо-западу от провала 2014 года. Размеры новой воронки составляли 25×32 метров.

## Ликвидация аварии
Первоначально вероятность потери СКРУ-2 считалась стопроцентной. Также высокой называлась опасность того, что перемычка между СКРУ-1 и СКРУ-2 не выдержит и «Уралкалий» лишится обоих рудников.
Но после кратного снижения притока появилась возможность не только сохранить СКРУ-1, но и частично вернуть в строй подтопленный СКРУ-2.
Для этого ликвидаторы ищут источники протечек. После чего с помощью одних скважин возможна частичная заморозка грунта, с помощью других — частичный отвод грунтовых вод.
Возобновление подземных работ позволит организовать закладку проблемного участка и установку дополнительных датчиков для последующего мониторинга ситуации. Также рассматривается возможность закладки пустот под железной дорогой: над шахтным полем проходит пятикилометровый участок железнодорожной линии Соликамск — Чашкино.
На руднике предполагается выделить три зоны: зона обрушения, зона возможного распространения и безопасная зона, где могут находиться люди.
К 10 декабря были начаты работы по добыче породы для закладки пустот и предварительные работы по тампонажу каналов поступления рассолов в рудник. В конце марта объём закладки составил 900 тыс. тонн смеси.
В январе 2015 года проводилось бурение инъекционных скважин по периметру провала с последующей подачи смеси глины и цемента для заполнения пустот.
В феврале было запущено кольцо водопонижающих скважин.
В 2017 году выполнялся ежесуточный замер уровней рассолов в руднике и контролировался водоприток в рудник; отбирались пробы рассолов в руднике; проводился газовый мониторинг в районе воронки и в руднике; осуществлялось непрерывное видеонаблюдение за воронкой и опасной зоной с видеокамеры, установленной на мачте; и периодическое дистанционное визуальное наблюдение за районом воронки с беспилотного летательного аппарата (БПЛА); ежеквартально выполнялась аэрофотосъёмка для построения трёхмерной модели воронки; ежемесячно проводились наблюдения за оседаниями земной поверхности и был развёрнут сейсмологический контроль района образования воронки; проводились ежесуточные наблюдения за уровнями подземных вод в скважинах в районе воронки и бурение дополнительных гидронаблюдательных скважин в районе воронки. К работе по минимизации последствий аварии были привлечены научные организации: Горный Институт УрО РАН и АО «ВНИИ Галургии».
Проводились инъекции тампонажного материала через скважины по контуру провала и подача глинистого материала в воронку. Приоритетным направлением работы рудника по-прежнему оставалась гидрозакладка отработанного шахтного пространства для снижения деформаций горного массива.
Абсолютная отметка уровня воды (в балтийской системе высот) в скважине № 1а (ближайшей к воронке) составляла на 18 ноября 2014 года: 120,19 м; на 17 и 18 июня 2017 года: 109,49 м. Положение уровня воды в данной скважине в период летней межени, по результатам многолетних наблюдений, составляет 125—127 м. Уровень воды в скважине Н(С1-ТКТ) на 17 июня 2017 года составляет 110,13 м; на 18 июня 2017 года: 110,20 м.

### Демонтаж оборудования
Подготовительные работы по демонтажу оборудования начались в первые дни после образования провала. В частности было принято решение о перегоне части добывающих комбайнов к стволу шахты. К февралю 2015 года были демонтированы и подняты на поверхность три комбайновых комплекса «Урал».

### Защита первого рудника
По состоянию на декабрь 2014 года ситуация в аварийном руднике не представляла опасности для СКРУ-1.
Велась разработка технических решений, как со стороны первого рудника, так и со стороны аварийного по защите сбойки между рудниками. В частности предполагалось создание дополнительной перемычки со стороны СКРУ-1, замораживание породы и её укрепление защитным слоем. Начало работ было запланировано на середину декабря.
В зоне перемычки со стороны второго рудника ситуация была спокойной, позволяющей проведение необходимых работ.

### Сходные ситуации на других рудниках
Аналогичная ситуация была в 2011 году на втором руднике Беларуськалия. 24 июня в 02.45 на руднике второго рудоуправления ОАО «Беларуськалий» при ведении горных работ по проходке разведочной выработки Юго-западного направления горизонта −445 м были вскрыты брекчированные породы в почве выработки. Тогда в шахту стали поступать воды подземного озера, расположенного под деревней Кривичи. Первоначально приток составлял 40 м³/ч, к 24 августа приток рассолов уменьшился до уровня от 10…13 м³/ч, при этом химический состав рассола и его плотность оставались стабильны. Для ликвидации аварии были возведены гидроизоляционные перемычки, пробурены наблюдательная и тампонирующая скважины.
В 2013 году было предотвращено затопление на руднике Дехканабадского завода.

### Строительство шахтных стволов
Мониторинг в 2015 году показал, что принятые меры позволяют контролировать приток и добычу можно будет продолжать на протяжении 6-7 лет, добывая 4,8 млн тонн калийной руды в год.
По состоянию на 2016 год СКРУ-2 работал примерно на половину своей мощности.
В 2022 году планируется завершить строительство новых шахтных стволов для безопасной отработки оставшихся запасов шахтного поля СКРУ-2 в объёме 91 млн тонн хлоркалия.

## Последствия
СКРУ-2 являлся третьим по мощности и обеспечивал 17,7 % от совокупных мощностей «Уралкалия» и 20 % от объёма производства запланированного на 2014 год. Максимальный объём выпуска продукции СКРУ-2 составлял около 2,3 млн тонн в год. Для продолжения работы СКРУ-2 за три года до аварии было принято решение «прирезать» участки с соседних рудников.
После аварии около 600 человек было отправлено в вынужденный отпуск с сохранением 2/3 от заработной платы. Примерно столько же сотрудников было переведено на другие рудники.
Рассматривалась возможность задействовать обогатительную фабрику на аварийном рудоуправлении для переработки руды с других шахт. Фабрика СКРУ-2 является единственной в Соликамске, где работало отделение грануляции.
Шахтное поле рудника Соликамск-2 граничит с полем рудника Соликамск-1. Поля разделены целиком, ширина которого рассчитана на подобную ситуацию. Но из-за сбойки между двумя рудниками существует отложенная на 5-15 лет опасность затопления первого соликамского рудника, частично расположенного под городом Соликамск и обеспечивающего карналлитом производство «ВСМПО-Ависма». Для спасения первого рудника рассматриваются различные варианты укрепления бетонных перемычек, закрывающих сбойку. Риск протечки возможен в случае интенсивного поступления ненасыщенного рассола и оценивается не более чем 10 %.
В марте 2015 года совет директоров «Уралкалия» одобрил новую инвестпрограмму компании: $4,5 млрд до 2020 года. В том числе $3,114 млрд будет направлено на расширение мощностей, из них $723 млн — на строительство нового рудника взамен затопленного. Также было одобрено проведение обратного выкупа акций на сумму до $1,5 млрд.
15 июня  на годовом собрании акционеров было принято решение отказаться от выплаты дивидендов за 2014 год. Альтернативой выплате дивидендов стала программа обратного выкупа акций «Уралкалия»: было выкуплено у акционеров 11,16 % ценных бумаг за $1,05 млрд. Владельцем выкупленных голосующих акций стала «Enterpro Services Ltd» — дочерняя компания «Уралкалия».
Были несколько сокращены полезные запасы, что связано с областью, где должен быть оставлен новый внутришахтный гидроизоляционный целик для защиты южной части рудника СКРУ-2.
Производственные мощности подверглись влиянию за счет:
- внедрения аварийных насосных станций в стволе;
- рабочие участки ограничены отработкой панелей, находящихся непосредственно к северу от нового внутришахтного гидроизоляционного целика;
- прекращению разработки на новых участках, находящихся к югу от южного пограничного целика;
- частичного демонтажа оборудования на случай полного закрытия СКРУ-2.

Предполагается, что в течение 2016—2022 годов добыча на руднике СКРУ-2 будет ограничиваться 4,8 млн тонн в год по сравнению с возможными объёмами 10 млн тонн в год. В 2022 году планируется увеличить добычу до 10 млн тонн в год после завершения строительства стволов для обслуживания «нового» рудника СКРУ-2.

## Комментарии
1. ↑  Соликамское калийное рудоуправление